# 摩根·赫德
摩根·赫德（英語：Morgan Hurd，2001年7月18日—），中文名字吳穎思，昵称夏松，美国女子体操运动员。

## 生平
摩根·赫德出生于中国广西梧州，出生后即被父母遗弃。她11个月大的时候时，被来自美国特拉华州的一个家庭从中国孤儿院领养。三岁起，她开始练体操。
2017年，赫德开始参加成年组比赛。8月，她在全美锦标赛中获全能第六名，并得以加入美国国家队。9月，她取得了代表美国队参加2017年世界竞技体操锦标赛的资格。在世锦赛上，赫德发挥出色，最终以55.232的比分夺得女子全能冠军。也成为史上第一位在亚洲出生的世锦赛女子全能冠军。同时，她还在单项平衡木比赛中获得了一枚银牌。